# 小五郎山
小五郎山（こごろうさん）は、山口県岩国市錦町宇佐郷にある標高1,161.7mの山である。中国山地西部の冠山山地に属しているこの山は西中国山地の雄として、その名を知られ、中国百名山にも指定されている。

## 概略
かつては宇佐ヶ岳と呼ばれていたこの山は、小五郎と駿馬にまつわる伝説にちなんで、現在は小五郎山と呼ばれるようになっている。そんな小五郎山は南北に一直線に伸びる稜線を擁し、東西方向にはそれぞれ急峻な山腹と深い谷を以って山深い錦の地に座している。この急峻な山腹と深い谷のうち、山の西側の谷を流れている深谷川は、その昔は山の南麓を流れる川に合流し、吉賀町を経て、高津川となり益田市にて日本海に注ぎ込んでいたのであるが、宇佐川上流が大きく浸食を受けた結果、現在では錦川となって、岩国市内で広島湾に注ぎこんでいる。また、この山は稜線部がクマザサに覆われた山としてもよく知られており、積雪期以外はササの下に付いた細々とした踏み跡を頼りにしつつ、背丈ほどのササを漕いで登らねばならない。しかしながら、雪深くなる積雪期には、クマザサも雪に埋もれるため歩き易くなり、雪山の経験のある者であれば、ハイキング感覚で手軽に登山を楽しむこともできるという。そのようにして、クマザサをかき分けながら登り切った山頂からは鬼ヶ城山、羅漢山、香仙原、安蔵寺山など、山口、島根両県の山々をまるで手中に収めたかのように一望することができる。

## 脚註
1. 1 2 3 4 5 6  小五郎山　（ヤマケイオンライン　2013年4月18日閲覧）
2. ↑  小五郎山　おいでませ山口公式ホームページ　2013年4月13日閲覧
3. 1 2  寂地山 カタクリの花 右谷山 小五郎山　山口県ホームページ　2013年4月16日閲覧